# Ian Callaghan
Pour les articles homonymes, voir Callaghan.
Ian Robert Callaghan, né le 10 avril 1942 à Liverpool, est un footballeur international anglais. Il jouait au poste de milieu de terrain. Callaghan détient le record du nombre de matches disputés sous les couleurs du Liverpool FC (857 matches entre 1959 et 1978, dont 640 matches de championnat). Avec le club de Liverpool, il a notamment remporté deux Ligue des Champions, deux Coupe de l'UEFA, et cinq championnats d'Angleterre.

## Biographie
Ian Callaghan né à Liverpool est depuis son enfance un supporter du Liverpool FC. Il s'engage dans le club en 1960 en même temps que l'arrivée d'un nouvel entraîneur, Bill Shankly. Le joueur évolue à l'aile droite et obtient dès 1961 une place de titulaire, le club est à cette époque en Second Division, la deuxième division. Avec l'arrivée de Shankly, Liverpool va prendre une autre dimension, en 1962 le club revient en première division. Callaghan joue dans cette équipe qui remporte le championnat en 1964 et 1966, et la Coupe d'Angleterre en 1965. Il sera notamment l'auteur de la passe décisive amenant le but de la victoire lors de la finale à Wembley.
La défaite en finale de la Coupe d'Europe des vainqueurs de coupe 1965-1966 est une déception pour Liverpool, mais Callaghan peut se consoler, il est admis dans l'équipe d'Angleterre pour disputer la Coupe du monde de football 1966 à domicile.
Lors de la Coupe du monde, Callaghan ne jouera qu'un seul match de poule, contre l'équipe de France (victoire 2 à 0). Comme l'entraineur national Alf Ramsey privilégie une tactique sans ailiers, Callaghan sera laissé sur la touche. À 24 ans, Callaghan n'avait pas beaucoup d'avenir en équipe nationale, avec son système en 4-4-2.
Au niveau du club, Liverpool ne gagna plus de titres et Bill Shankly se mit à rajeunir l'équipe, à moins de 30 ans Callaghan faisait figure d'ancien chez les Reds. Il passe ensuite de l'aile à une position de milieu du terrain.
En 1971, Callaghan joue la finale de la Coupe d'Angleterre mais s'incline contre Arsenal FC (1 à 2). En 1973, Liverpool gagne le championnat, en 1974 la Coupe d'Angletterre, cette année Callaghan est élu meilleur joueur de l'année en Angleterre et décoré de l'ordre de l'Empire britannique. En 1976, il remporte le championnat et la Coupe UEFA 1975-1976 à l'âge de 34 ans. La saison suivante, Liverpool gagne un triplé championnat-Coupe d'Europe-Supercoupe d'Europe et Callaghan obtient sa quatrième sélection en équipe d'Angleterre.
En 1977, à 35 ans, Callaghan est remplaçant lors de la finale de la Coupe d'Angleterre perdue face à Manchester United, mais la prestation du joueur en deuxième mi-temps convainc l'entraineur Bob Paisley de le titulariser quelques jours plus tard pour la finale de la Coupe des clubs champions européens 1976-1977 à Rome contre le Borussia Mönchengladbach. Callaghan jouera toute la rencontre et Liverpool gagne 3 à 1.
Ian Callaghan jouera encore une saison à Liverpool, avec un nouveau titre de champion d'Europe à la clé, mais Callaghan ne jouera pas la finale. Il joue par contre la finale de la Coupe de la Ligue, perdue contre Nottingham Forest, cette coupe est le seul trophée manquant dans le palmarès de Ian Callaghan.
Après 857 matchs pour le Liverpool FC, Callaghan quitte le club en automne 1978 après un intermède aux États-Unis aux Strikers de Fort Lauderdale il rejoint un ancien coéquipier, John Toshack, à Swansea City. Il aidera le club à deux promotions successives. Callaghan arrêtera sa carrière de joueur à 39 ans à Crewe Alexandra à cause de problèmes aux tendons d'Achille.
Callaghan détient le record du nombre de matches disputés sous les couleurs du Liverpool FC (857 matches entre 1959 et 1978, dont 640 matches de championnat), il est le seul joueur de Liverpool parti de deuxième division à arriver en finale de Coupe d'Europe.

## Palmarès

### En club
- Vainqueur de la Supercoupe d'Europe en 1977 avec Liverpool FC
- Vainqueur de la Coupe d'Europe des Clubs Champions en 1977 et en 1978 avec Liverpool FC
- Vainqueur de la Coupe de l'UEFA en 1973 et en 1976 avec Liverpool FC
- Champion d'Angleterre en 1964, en 1966, en 1973, en 1976 et en 1977 avec Liverpool FC
- Vainqueur de la Coupe d'Angleterre en 1965 et en 1974 avec Liverpool FC
- Vainqueur de la Coupe du pays de Galles en 1981 avec Swansea City
- Vainqueur du Charity Shield en 1964, 1965, 1966, 1974, 1976 et 1977 avec Liverpool FC
- Champion d'Angleterre de Second Division en 1962 avec Liverpool FC
- Finaliste de la Coupe d'Europe des Vainqueurs de Coupe en 1966 avec Liverpool FC
- Finaliste de la Coupe d'Angleterre en 1971 et en 1977 avec Liverpool FC
- Finaliste de la League Cup en 1978 avec Liverpool FC

### EnÉquipe d'Angleterre
- 4 sélections entre 1966 et 1977
- Vainqueur de la Coupe du Monde en 1966

### Distinction individuelle
- Élu meilleur joueur FWA de l'année de First Division en 1974